# Chủ nghĩa Nhật Bản

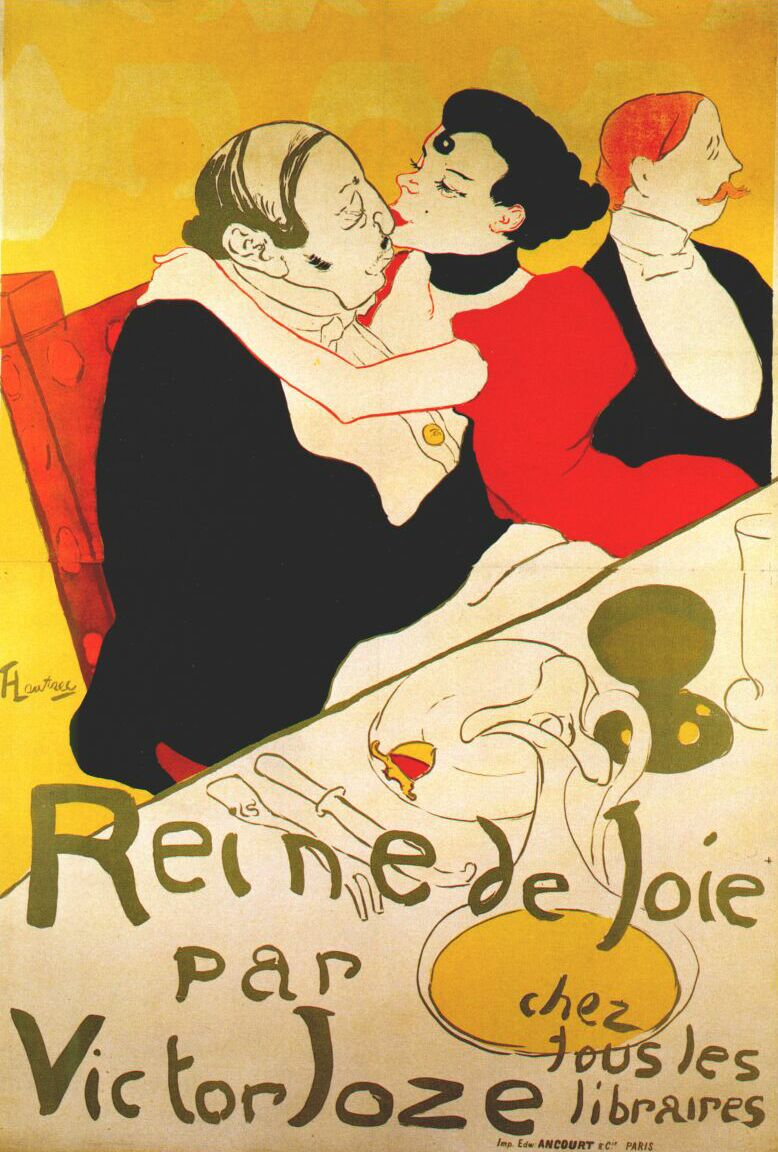
Áp phích in thạch bản của Henri de Toulouse-Lautrec năm 1892

Chủ nghĩa Nhật Bản hay Sự sính đồ Nhật (tiếng Pháp: Japonisme, sử dụng lần đầu năm 1872) chỉ sự ảnh hưởng của nghệ thuật, văn hoá và thẩm mỹ Nhật Bản. Thuật ngữ này được dùng cụ thể để chỉ sự ảnh hưởng của Nhật Bản đến nghệ thuật châu Âu, đặc biệt là trong trường phái ấn tượng. Ở Pháp, thuật ngữ Japonisme ám chỉ đến một phong cách Pháp đặc biệt mà chủ yếu được thể hiện trong nghệ thuật từ năm 1864, trong khi ở Anh ban đầu nó có ảnh hưởng đến nghệ thuật trang trí với những mẩu tài liệu đầu tiên của đồ nội thất bị ảnh hưởng bởi Chủ nghĩa Nhật Bản vào năm 1862, ngay cả khi thuật ngữ Anglo-Japanese được sử dụng sớm như năm 1851.